# Episodi di A cuore aperto (terza stagione)
La terza stagione della serie televisiva A cuore aperto, composta da 24 episodi, è stata trasmessa dal canale 
NBC dal 9 settembre 1984 al 27 marzo 1985.
| nº | Titolo originale            | Titolo italiano | Prima TV USA      | Prima TV Italia |
| -- | --------------------------- | --------------- | ----------------- | --------------- |
| 1  | Playing God (1)             |                 | 9 settembre 1984  |                 |
| 2  | Playing God (2)             |                 | 26 settembre 1984 |                 |
| 3  | Two Balls and a Strike      |                 | 3 ottobre 1984    |                 |
| 4  | Strikeout                   |                 | 17 ottobre 1984   |                 |
| 5  | Breathless                  |                 | 24 ottobre 1984   |                 |
| 6  | My Aim is True              |                 | 31 ottobre 1984   |                 |
| 7  | Fade to White               |                 | 7 novembre 1984   |                 |
| 8  | Sweet Dreams                |                 | 14 novembre 1984  |                 |
| 9  | Up on the Roof              |                 | 21 novembre 1984  |                 |
| 10 | Girls Just Want to Have Fun |                 | 28 novembre 1984  |                 |
| 11 | Homecoming                  |                 | 5 dicembre 1984   |                 |
| 12 | The Children's Hour         |                 | 12 dicembre 1984  |                 |
| 13 | Dr. Wyler, I Presume        |                 | 19 dicembre 1984  |                 |
| 14 | Whistle, Wyler Works        |                 | 2 gennaio 1985    |                 |
| 15 | Bye, George                 |                 | 9 gennaio 1985    |                 |
| 16 | Saving Face                 |                 | 16 gennaio 1985   |                 |
| 17 | Give the Boy a Hand         |                 | 23 gennaio 1985   |                 |
| 18 | Any Portrait in a Storm     |                 | 30 gennaio 1985   |                 |
| 19 | Red, White, Black and Blue  |                 | 13 febbraio 1985  |                 |
| 20 | Amazing Face                |                 | 20 febbraio 1985  |                 |
| 21 | Murder, She Rote            |                 | 27 febbraio 1985  |                 |
| 22 | Tears of a Clown            |                 | 13 marzo 1985     |                 |
| 23 | Bang the Eardrum Slowly     |                 | 20 marzo 1985     |                 |
| 24 | Cheers                      |                 | 27 marzo 1985     |                 |